# 高級中学
高級中学（こうきゅうちゅうがく、拼音: gāojí zhōngxué, Senior High School）は、中国における後期中等教育機関の一種。略して高中（ガオヂョン、拼音: gāo zhōng）と呼ばれる。3年制をとることが多い。
一般大学進学を目的とした課程であり、日本の高等学校普通科に相当する（日本における中学校は初級中学）。また職業系キャリアを目的とした学校は、高級職業学校と呼ばれる。